# Porcellionides nitidus
Porcellionides nitidus är en kräftdjursart som först beskrevs av Radu1951.  Porcellionides nitidus ingår i släktet Porcellionides och familjen Porcellionidae. Inga underarter finns listade i Catalogue of Life.